# Route 2
La Route 2 è la più grande autostrada provinciale del Nuovo Brunswick, in Canada. Fa parte della più grande autostrada nazionale Trans-Canada (in inglese Trans-Canada Highway) e riceve traffico anche dagli Stati Uniti d'America grazie ai collegamenti con l'interstatale 95 e la piccola Route 95.
L'autostrada Route 2 connette la Route 185 ai confini del Québec anche con l'autostrada 104 in Nuova Scozia servendo le città di Frederiction e Moncton.
Dopo circa vent'anni il nuovo progetto della Route 2 ha sostituito una vecchia linea autostradale con una nuova autostrada a 4 corsie e contemporaneamente si è proceduto per un allungamento dell'autostrada Route 95 che collega varie parti del Nord America con la città di Nuova Glasgow e con la provincia di Nuova Scozia. Quando l'autoroute 85 in Québec verrà ultimata la Route 2 collegherà anche varie parti del Québec e dell'Ontario senza più attraversare il confine con gli Stati Uniti d'America.

## Descrizione della Route 2

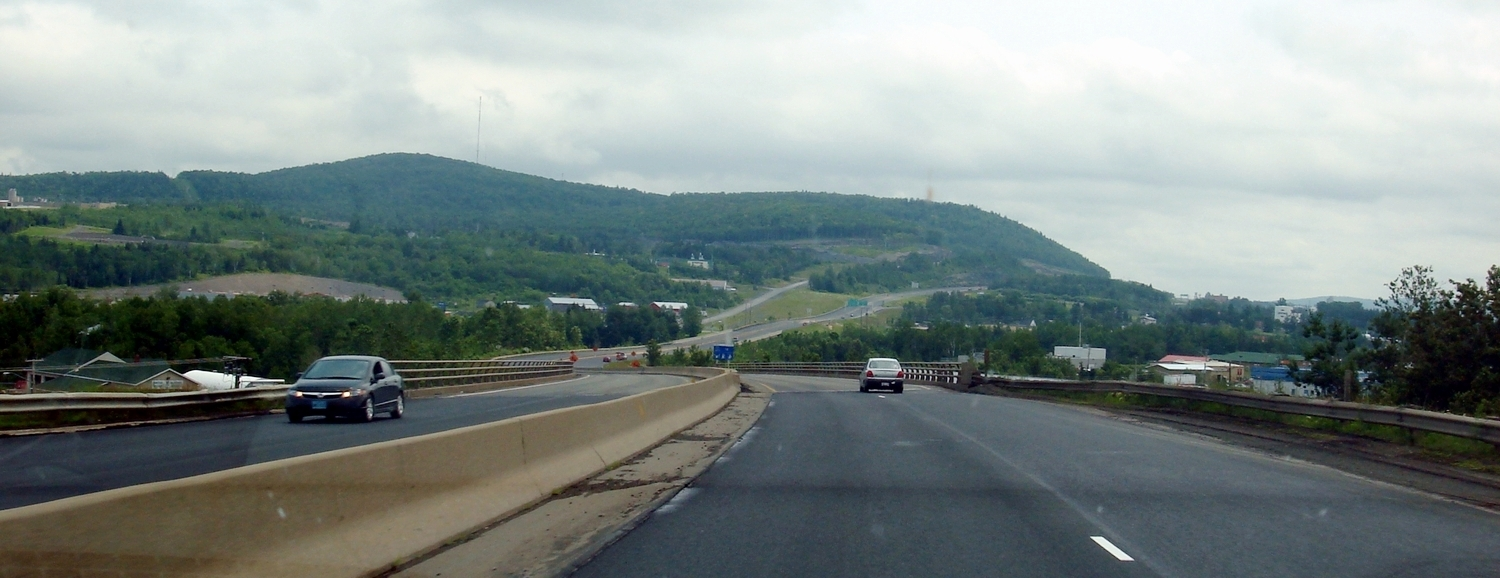
Immagine della Route 2

L'autostrada da Edmundston continua verso sud, seguendo la valle del Saint John e passando per le seguenti cittadine: St. Leonard, Grand Falls, Perth-Andover, Florenceville, Hartland, Woodstock, Fredericton, e Oromocto.
L'autostrada abbandona la valle del Saint John a sud di Oromocto e gira vero est per Jemseg, attraversando la provincia a sud del Grande Lago, passando per Havelock Salisbury, Moncton e Dieppe.
Di seguito procede attraversando con vari spostamenti tutto il Nuovo Brunswick e gran parte della Nuova Scozia ed attraversando altre città tra cui, oltre alle prime già citate, anche Westfield e Saint John. Gran parte dell'autostrada risale agli anni trenta.